# 전영수 (프로게이머)
전영수(全瑛洙, 1987년 9월 22일 ~ )는 대한민국의 전직 스타크래프트 II 프로게이머이다. Nettie이라는 아이디를 사용하며, 종족은 프로토스이다. Prime 소속이다.

## 개요

### 스타크래프트
2007년 상반기 드래프트에서 온게임넷 스파키즈의 3차 지명으로 입단하였다.
2007년 7월 은퇴하였다.

### 스타크래프트 II
2010년 프라임에 입단하며 스타크래프트 II 프로게이머로 활동했다.
2011년 은퇴하였다.

## 주요성적

### 스타크래프트
- 2006년 제21회 커리지매치 입상

### 스타크래프트 II
- 2010년 TG삼보-인텔 스타크래프트 II OPEN Season 1 16강
- 2011년 소니 에릭슨 GSL Jan. Code A 32강

## 아이디 변경 내력
- 2010년 LotzePrime
- 2011년 천사소녀프라임
- 2011년 Nettie